# Gmina Lovinac
Gmina Lovinac (chorw. Općina Lovinac) – gmina w Chorwacji, położona w żupanii licko-seńskiej.

## Demografia
Populacja: 1017 mieszkańców (2011).
| Liczba ludności | Liczba ludności | Liczba ludności | Liczba ludności | Liczba ludności | Liczba ludności | Liczba ludności | Liczba ludności | Liczba ludności | Liczba ludności | Liczba ludności | Liczba ludności | Liczba ludności | Liczba ludności | Liczba ludności | Liczba ludności |
| --------------- | --------------- | --------------- | --------------- | --------------- | --------------- | --------------- | --------------- | --------------- | --------------- | --------------- | --------------- | --------------- | --------------- | --------------- | --------------- |
| Rok:            | 1857            | 1869            | 1880            | 1890            | 1900            | 1910            | 1921            | 1931            | 1948            | 1953            | 1961            | 1971            | 1981            | 1991            | 2001            |
| Stan ludności:  | 1423            | 1271            | 1044            | 1135            | 1320            | 1352            | 1365            | 1456            | 929             | 954             | 869             | 869             | 640             | 533             | 288             |

## Miejscowości w gminie
- Gornja Ploča
- Kik
- Ličko Cerje
- Lovinac
- Raduč
- Ričice
- Smokrić
- Sveti Rok
- Štikada
- Vranik